# Мичуринское сельское поселение (Волгоградская область)
Мичу́ринское се́льское поселе́ние — муниципальное образование в составе Камышинского района Волгоградской области.
Административный центр — посёлок Мичуринский.

## История
Мичуринское сельское поселение образовано 5 марта 2005 года в соответствии с Законом Волгоградской области № 1022-ОД.

## Население
| 2010  | 2012  | 2013  | 2014  | 2015  | 2016  | 2017  |
| ----- | ----- | ----- | ----- | ----- | ----- | ----- |
| 5573  | ↗5687 | ↗5720 | ↘5693 | ↘5600 | ↘5573 | ↘5511 |
| 2018  | 2019  | 2020  | 2021  |       |       |       |
| ↘5433 | ↘5390 | ↘5338 | ↗5437 |       |       |       |

## Состав сельского поселения
| № | Населённый пункт | Тип населённого пункта          | Население |
| - | ---------------- | ------------------------------- | --------- |
| 1 | Веселово         | село                            | ↘454      |
| 2 | Дворянское       | село                            | ↗2086     |
| 3 | Ельшанка         | село                            | ↘278      |
| 4 | Мичуринский      | посёлок, административный центр | 2276      |
| 5 | Тихомировка      | село                            | 38        |
| 6 | Торповка         | хутор                           | ↗441      |